# Łukawska Wola
Łukawska Wola – wieś sołecka w Polsce położona w województwie mazowieckim, w powiecie kozienickim, w gminie Głowaczów.
| SIMC    | Nazwa  | Rodzaj                          |
| ------- | ------ | ------------------------------- |
| 0619580 | Grobie | część wsi (zniesiona w 2023 r.) |

W latach 1975–1998 miejscowość administracyjnie należała do województwa radomskiego.
Wierni kościoła rzymskokatolickiego należą do parafii św. Wawrzyńca w Głowaczowie.